# Comuna Iablunivka, Derajnea
Iablunivka (în ucraineană Яблунівка) este o comună în raionul Derajnea, regiunea Hmelnîțkîi, Ucraina, formată din satele Adamivka, Buțneve, Iablunivka (reședința), Șarkî și Slobidka-Șelehivska.

## Demografie
Componența lingvistică a comunei Iablunivka
     Ucraineană (99,29%)
     Alte limbi (0,51%)
Conform recensământului din 2001, majoritatea populației comunei Iablunivka era vorbitoare de ucraineană (99,29%), existând în minoritate și vorbitori de alte limbi.